# Jack McCall
Jack McCall, även känd som "Crooked Nose" eller "Broken Nose Jack", född 1852 eller 1853 i Jefferson County i Kentucky, död 1 mars 1877 i Yankton i Dakotaterritoriet, var en amerikansk revolverman, som sköt Wild Bill Hickok. Han friades först men dömdes sedan för mordet och avrättades genom hängning.

## Mordet på Hickok
Den 1 augusti 1876 var ett kortspel på gång på en saloon i staden Deadwood i South Dakota. Wild Bill Hickok och Jack McCall var några av de personer som var med och spelade. Under spelets gång skulle det ha gått väldigt dåligt för McCall, så dåligt att McCall efter bara några rundor var bankrutt. Hickok ska då ha erbjudit McCall lite pengar så att han kunde köpa frukost och gett honom förslaget att han inte skulle spela mer förrän han kunde betala sina skulder. McCall tog emot pengarna från Hickok, men ska ha tagit illa vid sig. 
Nästa dag ska McCall åter ha gått till saloonen och tagit ett glas. På vägen ut gick han fram till det bord där Wild Bill Hickok, Carl Mann, ägare till saloonen, kapten Frank Massey, Charles Rich, revolvermän och andra spelare, satt och spelade poker. Bakom Hickok, som tvärtemot sin vana satt med ryggen mot ingången till baren, drog McCall plötsligt fram sin pistol och sköt Hickok i bakre delen av huvudet. Kulan for igenom hans huvud och träffade Massey i handen. McCall ska när han sköt Hickok ha sagt "Damn you! Take that!". 
Jack McCall greps nästan omgående, men frikändes för mordet dagen efter. Han hade framlagt argumentet att Wild Bill Hickok dödat hans bror någonstans i Kansas. Detta argument godtogs av domstolen som bestod av guldgrävare och andra invånare i staden Deadwood, som på den tiden låg utanför lagens ramar. Men senare erkände han något skrytsamt för en nybliven vän på en saloon i en annan stad att han inte ens hade någon bror. En statspolis hörde vad han sa och arresterade honom och förde honom tillbaka till Dakotaterritoriet där han dömdes och hängdes. När han hängdes blev han den förste att avrättas av myndigheterna i Dakotaterritoriet. På en fråga under rättegången varför han inte skjutit Wild Bill framifrån svarade McCall att han inte ville begå självmord.

## Teorier till motivet
Olika teorier om motivet till mordet på Wild Bill Hickok har lagts fram, bland annat att McCall hade blivit lejd av stadens bordeller och spelhus som ville förhindra att Hickok skulle bli sheriff i staden vilket var aktuellt.
En annan teori är att Hickok en gång felaktigt ska ha anklagat McCall för fusk vid spelbordet, tilldelat honom en mycket skarp varning och att McCall inte förmådde glömma detta utan retade sig på det tills han en dag var tillräckligt berusad och beslutsam för att döda honom.
En ytterligare teori har sina rötter i det kändisskap det trots allt ger att bli en känd persons baneman. Statspolisen som arresterade McCall vittnade om att han blivit allt mer berusad den kvällen han erkände att han inte hade någon bror, han ska ha suttit vid ett bord och för sig själv mumlande upprepat: Jag sköt den snabbaste revolvermannen i världen! Det var jag som sköt honom.